# Sakesphorus canadensis
A Sakesphorus canadensis a madarak osztályának verébalakúak (Passeriformes) rendjébe és a hangyászmadárfélék (Thamnophilidae) családjába tartozó faj.

## Rendszerezése
A fajt Carl von Linné svéd természettudós írta le 1766-ban, a Lanius nembe Lanius canadensis néven.

## Alfajai
- Sakesphorus canadensis canadensis (Linnaeus, 1766)
- Sakesphorus canadensis fumosus Zimmer, 1933
- Sakesphorus canadensis intermedius (Cherrie, 1916)
- Sakesphorus canadensis loretoyacuensis (Bartlett, 1882)
- Sakesphorus canadensis paraguanae Gilliard, 1940
- Sakesphorus canadensis pulchellus (Cabanis & Heine, 1859)
- Sakesphorus canadensis trinitatis (Ridgway, 1891)[2]

## Előfordulása
Brazília, Francia Guyana, Guyana, Kolumbia, Peru, Suriname, Trinidad és Tobago, valamint Venezuela területén honos. A természetes élőhelye a szubtrópusi vagy trópusi síkvidéki esőerdők, mangroveerdők, mocsári erdők, lombhullató erdők, szavannák és cserjések, de folyók és patakok környékén és városokban is megtalálható. Állandó, nem vonuló faj.

## Megjelenése
Testhossza 14–15,5 centiméter, testtömege 20–28 gramm. A hímnek fekete, a tojónak barna toll bóbitája van.
|  |  |

## Életmódja
Rovarokkal táplálkozik.

## Természetvédelmi helyzete
Az elterjedési területe rendkívül nagy, egyedszáma viszont csökken. A Természetvédelmi Világszövetség Vörös listáján nem fenyegetett fajként szerepel.

## Külső hivatkozások
- Képek az interneten a fajról
- Xeno-canto.org - a faj hangja és elterjedési területe